# Mento

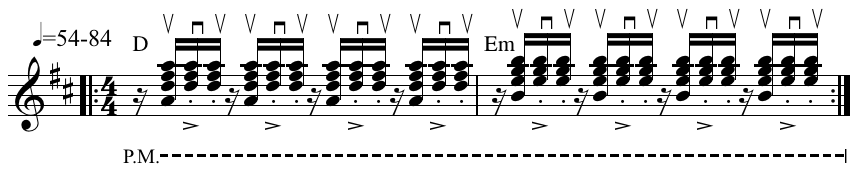
Voorbeeld van een Mento in D

Mento is een Jamaicaanse vorm van volksmuziek die historisch voorafging aan de ska, rocksteady en reggae. Mento was het eerste lokale Jamaicaanse genre dat opgenomen werd, namelijk in de jaren 20 van de 20ste eeuw.

## Ontstaan
De historische wortels gaan terug tot de 19e eeuw, en omvatten invloeden van Afro-Jamaicaanse Pocomania kerkmuziek, muziek van het Junkanoo-festival, Europese quadrille, van work songs uit de slaventijd, en ook wel van Amerikaanse jazz.

## Kenmerken
De klassieke mento werd voornamelijk gespeeld met akoestische instrumenten, waarbij de banjo, akoestische gitaar, zelfgemaakte houten blaasinstrumenten, en handpercussie, met name de “rumba box”, terugkerende instrumenten waren.
De rumba box droeg hierbij het basgedeelte van de muziek. 
Onder invloed van Carabische jazzbands en andere "stedelijke" en internationale invloeden, moderniseerde mento deels in de loop van de vroege 20ste eeuw. Saxofoon, klarinet, bas en piano vervingen de zelfgemaakte instrumenten. Daarnaast werden invloeden van calypso en jazz wat evidenter. Mento had hiervoor al wat kenmerken met calypso gemeen, hoewel het verder verschilt. Het wordt echter wel verward met calypso, terwijl mento wel degelijk een eigen genre betreft.
Songteksten in mento gingen vaak over alledaagse zaken, op een luchthartige en humoristische manier. Veel teksten gaan evenwel ook over armoede, slechte huizen en andere sociale thema’s. Redelijk gangbaar waren daarnaast ook verhulde seksuele verwijzingen en innuendo.

## Verdere ontwikkeling
De jaren 50 van de 20ste eeuw worden wel de gouden eeuw van de mento genoemd, omdat toen weer platen uitgebracht werden voor een groter publiek. Lord Composer, Louise Bennett, Lord Flea, Lord Power, Hubert Porter en Laurel Aitken zijn enkele voorbeelden van belangrijke opnemende mento-artiesten in de jaren 50. Ook Harry Belafonte, New Yorker van Jamaicaanse origine, populariseerde mentoliederen, die echter vaak als calypso werden gepresenteerd. Een voorbeeld daarvan is het bekende Day-O (Banana Boat), wat eigenlijk een mentosong is.
In de jaren 80 en 90 werd mento weer tijdelijk populair gemaakt door het verschijnen van albums van de Jolly Boys, die ook in de Verenigde Staten verschenen.
Mento was 't meest populaire genre van ruraal Jamaica tot de late jaren 40. Dit veranderde sindsdien doordat steeds meer Jamaicanen zich radio's konden veroorloven. Door de radio's werd met name zwarte muziek uit de Verenigde Staten (zoals R&B) populairder. Mede onder invloed hiervan, ontwikkelde de Jamaicaanse muziek zich verder in de jaren 50 en 60. Zo ontstonden de ska, rocksteady, en reggae, maar elementen van mento beïnvloeden deze ontwikkelingen. Pioniers in de ska, zoals Laurel Aitken, speelden bijvoorbeeld eerder ook mento. Meest evident en oppervlakkig is de shuffling strum (heen-en-weer-bewegende snaren-tokkel/slag), klinkend als kerchanga, kerchanga, in mento, ook herkenbaar in latere Jamaicaanse stijlen.
Een verschil met de andere belangrijkste Jamaicaanse populaire muziekstijlen is dat mento ontstond in rurale delen, terwijl ska, rocksteady, and reggae meer in een urbane (Kingston vooral) context ontstonden.
Mento wordt tegenwoordig nog steeds gespeeld in Jamaica, deels ook voor toeristen.